# Irina Shayk
Irina Valérievna Shaikhlislámova (ruso: Ирина Валерьевна Шайхлисламова; Yemanzhelinsk, 6 de enero de 1986), conocida como Irina Shayk, es una modelo rusa conocida por su trabajo en la revista Sports Illustrated desde el año 2007 y siendo la portada de esta en el 2011, además de numerosas campañas de diseñadores y firmas comerciales.

## Primeros años
Irina Shayk nació en Yemanzhelinsk (Rusia), de padre tártaro y madre de etnia rusa. Ella dice que heredó un aspecto inusual de su padre, la gente suele pensar que es sudamericana. "Mi padre era de piel oscura, porque era tártaro y a veces los tártaros pueden parecer brasileños", dice ella. "Tengo los ojos claros de mi madre". Su vida cambió cuando acompañaba a su hermana Tatiana a una escuela de modelos, su físico y forma de ser no pasaron desapercibidos.
Después de la escuela secundaria, Shayk estudió marketing pero luego decidió ingresar a una escuela de belleza con su hermana mayor. Mientras estaba allí, una persona de una agencia de modelos local la notó y quedó impresionada por su belleza. La instaron a participar en el certamen de belleza Miss Chelyabinsk 2004, que ganó; describió este concurso como muy por debajo del estándar de los concursos de belleza que uno esperaría en las ciudades europeas metropolitanas.

## Carrera

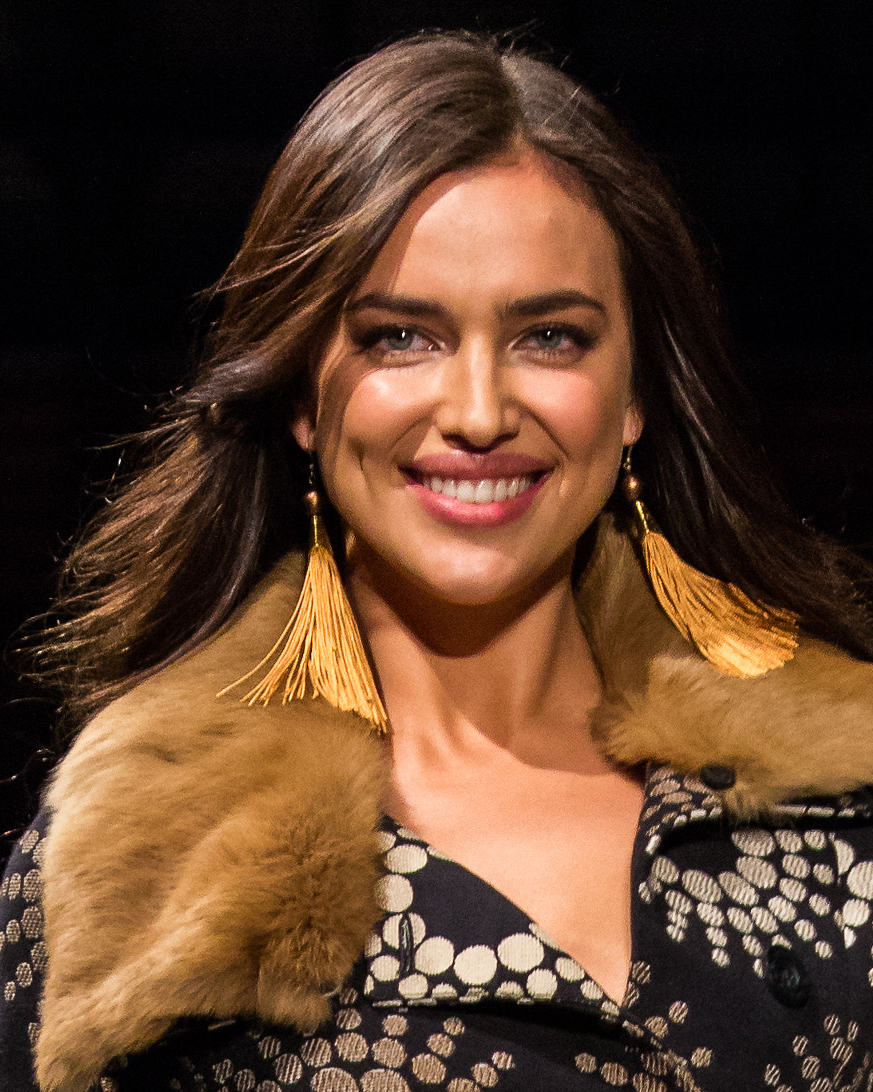
Irina Shayk en 2014

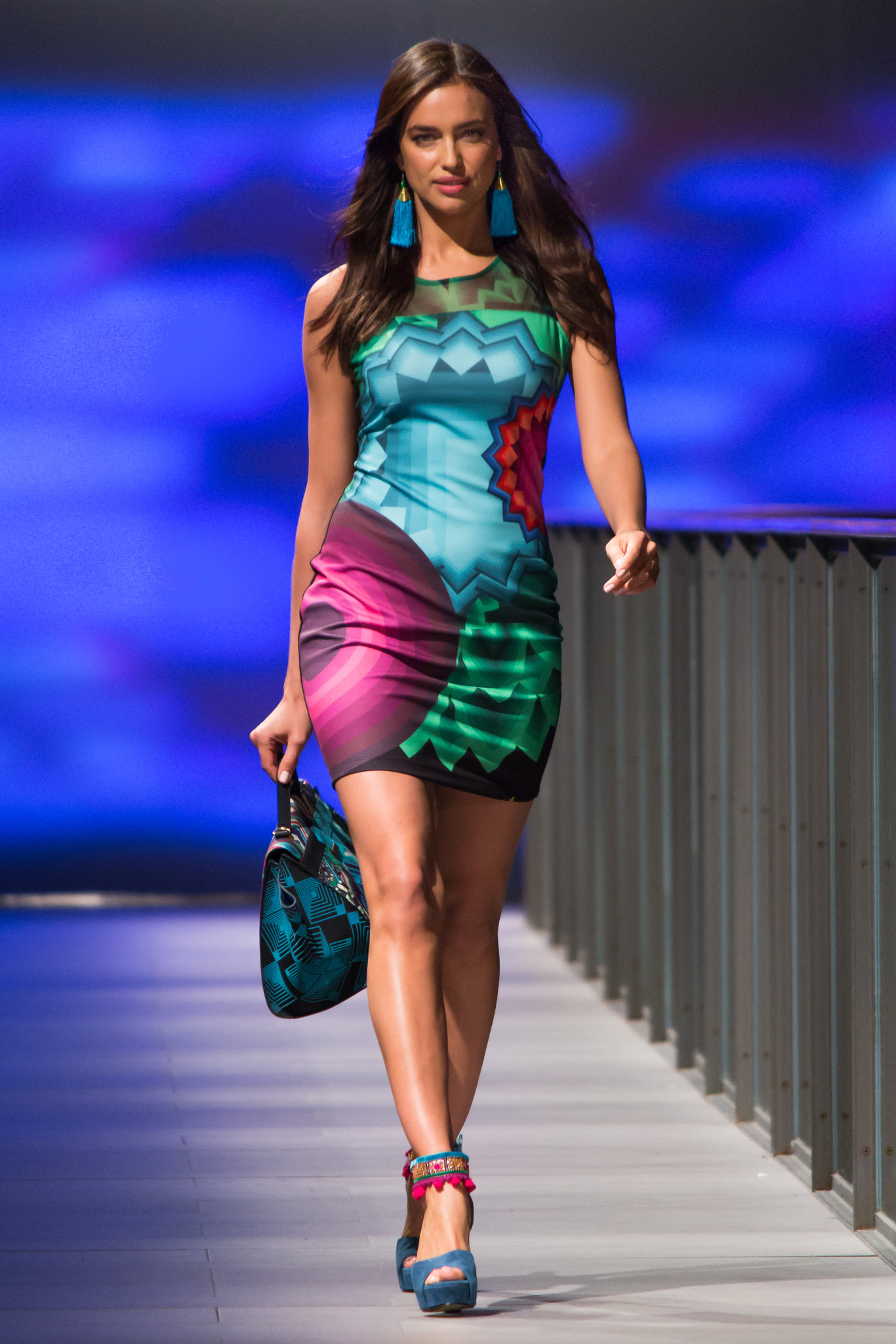
Irina Shayk desfilando en 2014.

Tras certamen Miss Cheliábinsk 2004, Shayk menciona que alguien cercano a ella le aconsejaba que se dedicara profesionalmente a la moda. Un año más tarde ya trabajaba en París. Poco tiempo después firmó un contrato con la agencia Elite Barcelona y en 2007 se convirtió en una nueva rookie de la revista Sport Illustrated Swimsuit. Desde entonces ha protagonizado varias portadas y campañas publicitarias para Guess, Lacoste y La Perla. Entre 2007 y 2009 fue la imagen y embajadora oficial de la italiana Intimissimi, mientras que Kanye West la nombró en su canción Christian Dior denim flow: «I'm wyling, I'm on a thousand...I wanna see Irina Shayk next to Doutzen».
En 2011, durante la emisión del talk show de David Letterman, se anunció que Shayk sería la primera rusa portada de la revista Sport Illustrated Swimsuit.
Desde 2007 Irina ha sido portada de Elle (España), Harper's Bazaar (México, Arabia y Ucrania), Cosmopolitan (España, Italia y Portugal), Tatler (Rusia), Amica (Italia), S Moda, Marie Claire (Ucrania y España), The Sunday Times Style (Reino Unido), GQ, Esquire (Reino Unido), Yo Dona, etc. Ha trabajado con Cesare Paciotti, Beach Bunny en 2009, con Replay y XTI en 2011. En 2012 trabajó con Morellato, Agua Bendita y Blanco. Hizo editoriales para Vanity Fair (Italia), Elle (Italia), Vogue (México) y V Magazine (España). También participó como Mila Belova, personaje del videojuego de 2011 Need for Speed: The Run.[cita requerida] The New York Observer informó en septiembre de 2010 que compró un apartamento por 2 millones de dólares en West Village.

## Vida personal
En 2010 Shayk comenzó una relación sentimental con el futbolista portugués Cristiano Ronaldo; la relación se dio por finalizada el 15 de enero de 2015.
Desde principios del 2015 hasta 2019 mantuvo una relación con el actor estadounidense Bradley Cooper, con quien tuvo a su hija Lea de Seine en marzo de 2017.

## Política
Shayk se ha pronunciado en contra de la invasión rusa de Ucrania suscitada en febrero de 2022. Declaró su intención de donar a UNICEF y la Cruz Roja para apoyar sus esfuerzos humanitarios en Ucrania, y ha pedido a sus seguidores que también donen.

## Trayectoria
| Revistas             | Prensa              | Cátalogos             |
| -------------------- | ------------------- | --------------------- |
| GQ South Africa      | Daily News          | Armani Exchange       |
| Ocean Drive          | Belles Rebelles     | Victoria's Secret     |
| Vogue Latinoamérica  | Entertainment Today | Lacoste               |
| 10 Years Celebrating | Fashion Fame        | Guess By: Marciano    |
| About Face           | Fashion Indie       | Intimissimi           |
| Woman                | Global Grind        | Beach Bunny           |
| Vanity Fair Italy    | Huffington Post     | 4US Cesare Paciotti   |
| Italian Elle 01      | Lost of Secrets     | Germaine De Capuccini |
| Italian Elle 02      | Modelinia 01        | La Perla              |
| View of the Times    | Modelinia 02        | El Corte Inglés       |
| V Magazine           | Modelinia 04/2010   | XTI Footwear          |
| In Look              | Pop Sugar           | Otto                  |
| La Confidential      | Ok Magazine         | 3 Suisses             |
| Paris Capitale       | Socialite Life      | John John Denim       |
| Jalouse              | Star Pulse          | Triumph               |
| Marie Claire France  | TMZ                 | Luli Fama             |
| Bolero               | Style.com           | Ory                   |
|                      | Twelve Screening    | Avon                  |
|                      | Las Vegas Sun       |                       |
|                      | Fox New York        |                       |
|                      | Sex and the City 2  |                       |
|                      | Scandalous City     |                       |

## Filmografía
| Año  | Película |
| ---- | -------- |
| 2014 | Hércules |

| Año  | Videoclip  | Artista                         |
| ---- | ---------- | ------------------------------- |
| 2015 | Yo También | Romeo Santos feat. Marc Anthony |